# Gazza squamiventralis
Gazza squamiventralis är en fiskart som beskrevs av Yamashita och Arika Kimura 2001. Gazza squamiventralis ingår i släktet Gazza och familjen Leiognathidae. Inga underarter finns listade i Catalogue of Life.